# 丘季夫卡河
丘季夫卡河（烏克蘭語：Чутівка），是烏克蘭的河流，位於該國中部，屬於科洛馬克河的左支流，發源自亞歷山德里夫卡，流經哈爾科夫州和波爾塔瓦州，河道全長14公里。